# Mozart-Adagio
Mozart-Adagio est une œuvre pour violon, violoncelle et piano écrite par Arvo Pärt, compositeur estonien associé au mouvement de musique minimaliste.

## Historique
Composée en 1992, cette œuvre est dédiée à la mémoire d'Oleg Kagan.

## Discographie
- Sur le disque Recital at Chatauqua par le New Arts Trio chez Fleur de Son, 2003.
- Sur le disque Souls in The Dark par le Trio Animae chez Cascavelle, 2003.
- Moscow Virtuosi, dir. Vladimir Spivakov (Viacheslav Marinyuk, violoncelle & Sergei Bezrodnyi, piano, 2004) Capriccio 67 079 [2]